# Cronaca di un folle
Cronaca di un folle è un film, in parte d'animazione, del 1964, diretto da Karel Zeman. 

## Trama
Il contadino boemo Petr, mentre è intento ai lavori agricoli con il suo bue, viene arruolato forzatamente e parte per la guerra al servizio prima della casata dei Mansfeld, poi della parte avversa, quella imperiale. Una sconfitta lascia in vita solo Petr ed il mercenario Matyáš, che saccheggia un accampamento, senza curarsi se appartenga al nemico o al proprio esercito disfatto, e in esso trova il ritratto di una bella nobildonna. I due uomini incontrano in seguito la contadina Lenka, che si unisce a loro. Le campagne sono percorse da soldati delle due fazioni, ed i tre sono pronti a cambiare travestimento repentinamente per far sembrare di essere della parte di volta in volta giusta.
Matyáš è travestito da scudiero e Lenka da giullare quando si imbattono nel capitano Varga che li cattura e li porta ad un castello, spacciando Petr per un facoltoso margravio. I signori del castello sono altrettanto pronti ai cambiamenti di fronte a seconda di come soffi il volubile vento di guerra, e alternano la reclusione nelle segrete per i tre malcapitati alla proposta fatta a Petr di sposare la contessina Veronika, la donna del ritratto.
Ma Petr ama, ricambiato, Lenka, e dopo diverse traversie la coppia riesce a fuggire dal castello, seguita da Matyáš. Saranno necessarie ulteriori prove, fra cui quella di finire quasi impiccati, prima che Petr e Lenka possano unirsi in pace.

## Accoglienza
L’Evangelische Film-Beobachter ritiene che il film "metta a nudo l'insensatezza della guerra. La riuscitissima poetica miscela di film recitato e di effetti speciali disegnati permette al regista di burlarsi della stupidità e del vuoto pathos degli uomini che, da secoli, si presentano in uniforme e in assetto di guerra. Un film che, dati gli elementi pedagogici in esso incorporati, è adatto anche ad un pubblico giovanile".
Anche il Lexikon des internationalen Films emette un giudizio positivo, notando concisamente trattarsi di "un intrattenimento sottilmente divertente".